# 線紋槳齒鯰
線紋槳齒鯰，為輻鰭魚綱鯰形目毛鼻鯰科的其中一種。分布於南美洲巴西淡水流域，本魚身體全黑色至褐色，中鰓蓋有3列齒，脂鰭小，上頜骨與鼻骨觸鬚不達到胸鰭，背鰭軟條6-8枚、臀鰭軟條9枚，體長可達4.6公分，棲息在底層水域，生活習性不明。